# Evangelische Kirche Baldenheim

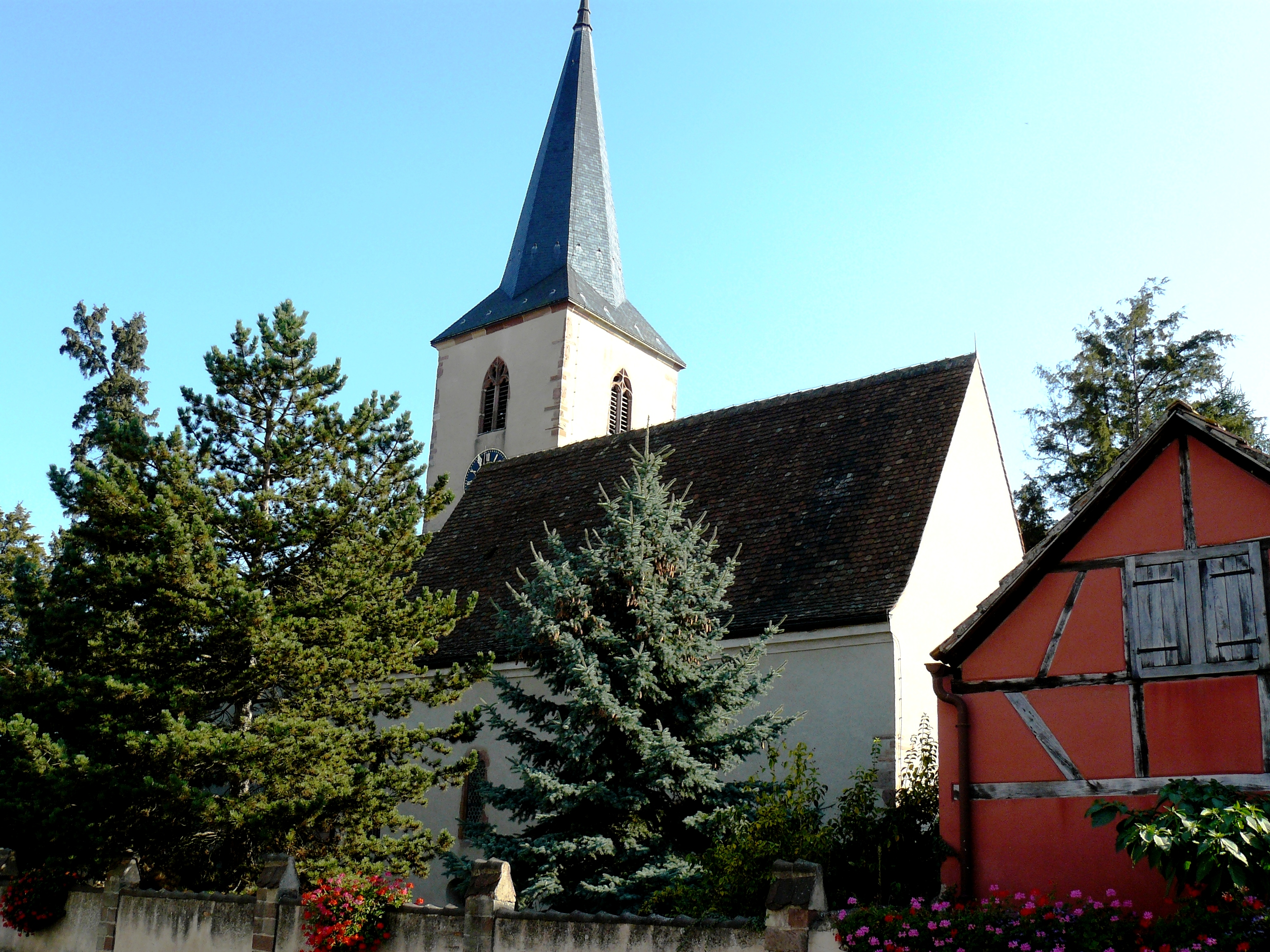
Kirche von Norden

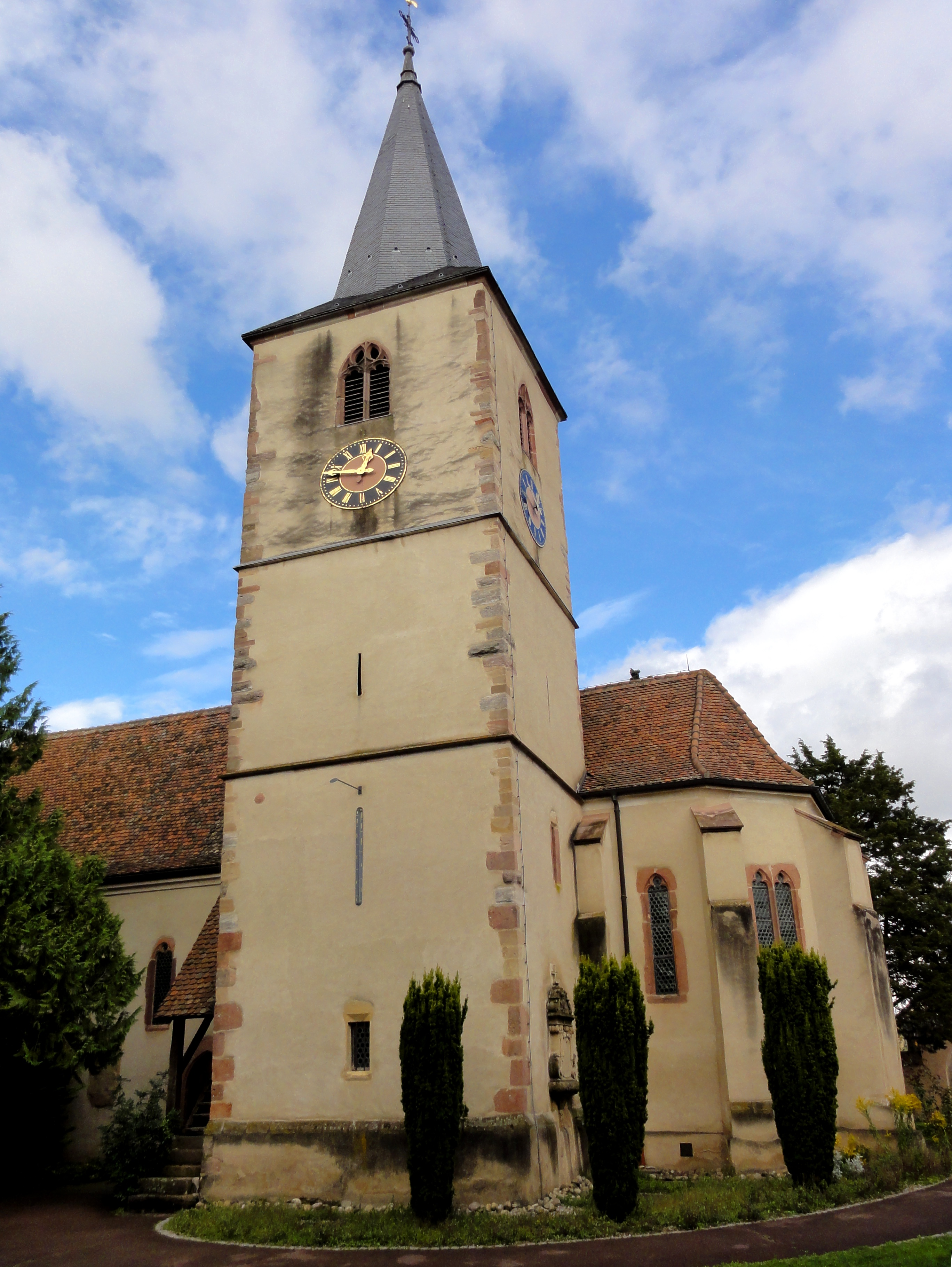
Kirche von Süden

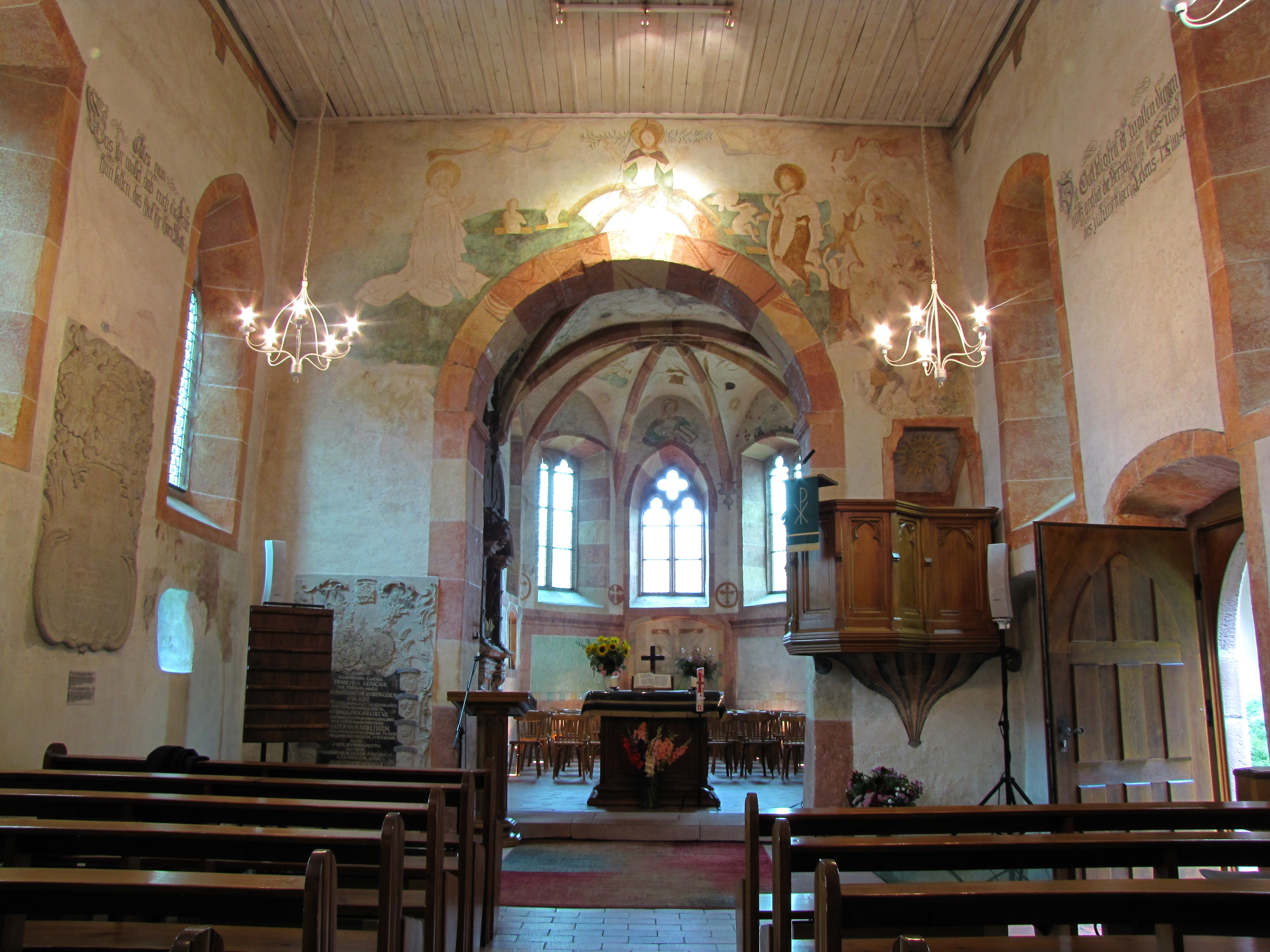
Blick zum Chor

Die Evangelische Kirche in Baldenheim ist ein Kirchengebäude der evangelisch-lutherischen Protestantischen Kirche Augsburgischen Bekenntnisses von Elsass und Lothringen. Sie steht als Monument historique unter Denkmalschutz.

## Geschichte
Ende des 11./ Anfang des 12. Jahrhunderts entstand in Baldenheim auf einem alten Friedhof eine erste Kirche im romanischen Stil mit einfachem Rechtecksaal und eingezogenem Rechteckchor. Im 14. und 15. Jahrhundert verlängerte und erhöhte man Chor und Kirchenschiff. Auf der Südseite wurde ein Glockenturm errichtet. Nachdem 1576 die Herren von Rathsamhausen zum evangelischen Glauben übertraten, setzte sich die Reformation auch in Baldenheim durch und die Kirchengemeinde folgte. Ein Erlass König Ludwigs XIV. erlaubte es den Katholiken, in Orten mit mehr als sieben katholischen Familien, den Chor der Kirche zu nutzen, so auch in Baldenheim. Anfangs versuchten die Protestanten den Erlass zu torpedieren, doch die Katholiken eroberten sich 1749 den Chor „mit der Waffe in der Hand“ und verschlossen ihn mit einem Gitter, um den evangelischen Einwohnern den Zugang zu verweigern. Bis zum Neubau der katholischen Kirche im Jahr 1938 wurde die Kirche simultan genutzt. 
Im Jahr 1576 erhielt das Kirchenschiff auf der West- und Nordseite eine L-förmige Empore, die über einen äußeren Treppenaufgang betreten wurde.
Während der Französischen Revolution wurde die Kirche beschädigt. Die Grabdenkmäler wurden zerstört, Begräbnisse verboten. 1800 brannte der Dachstuhl im Glockenturm aus. Das Satteldach wurde durch ein Pyramidendach ersetzt. Anfangs war dieser mit Ziegeln gedeckt. 1859 wurden diese durch Schieferplatten ersetzt.
1939 wurde die Kirche umfassend restauriert. Man begann damit, das Kirchenschiff nach Süden zu erweitern, doch musste man diese Arbeiten nach dem Beginn des Zweiten Weltkriegs unterbrechen. Kosaken im Dienst der Wehrmacht nutzten die Kirche 1944 als Pferdestall. Erst 1946 wurde die Kirche fertig und in Dienst gestellt. 1963 erhielt die Kirche eine neue Empore und eine neue Orgel. Man setzte Butzenscheiben ein und verlegte in Kirche und Sakristei neue Fliesen. 1992/92 wurde die Kirche erneut restauriert, dabei auch Wandgemälde freigelegt und konserviert. Die Empore wurde gekürzt, um Besuchern die Fresken in vollem Umfang zeigen zu können.

## Architektur
Die Saalkirche wird nach Osten von einem eingezogenen gotischen Chor mit ⅝-Abschluss abgeschlossen. Südlich des Chores erhebt sich ein dreigeschossiger Turm mit geschiefertem Pyramidenhelm über quadratischem Grundriss. Die Maße des Kirchenschiffs betragen 13,5 m × 6,5 m. Die flache Holzdecke wurde nach dem Zweiten Weltkrieg eingesetzt. Dem ursprünglich rechteckigen Chor wurde eine fünfseitige Apsis mit Strebepfeilern angebaut. In jeder Wand sitzt ein gotisches Fenster, das in der Rückwand von einem Vierpass bekrönt ist. Das Kirchenschiff wird im unteren Teil durch mehrere unregelmäßige Rundfenster beleuchtet, darüber sind spitzbogige hohe Fenster eingelassen.  
Vom Chor gelangt man in die Sakristei im Erdgeschoss des Turmes. Diese ist im Renaissance-Stil mit Kreuzrippen gewölbt. Über der Sakristei liegt die Privatkapelle derer von Rathsamhausen. Diese ist von außen über einen hölzernen Treppenaufgang erreichbar. Von der Kapelle gelangt man auch in die oberen Stockwerke des Turms.

## Ausstattung

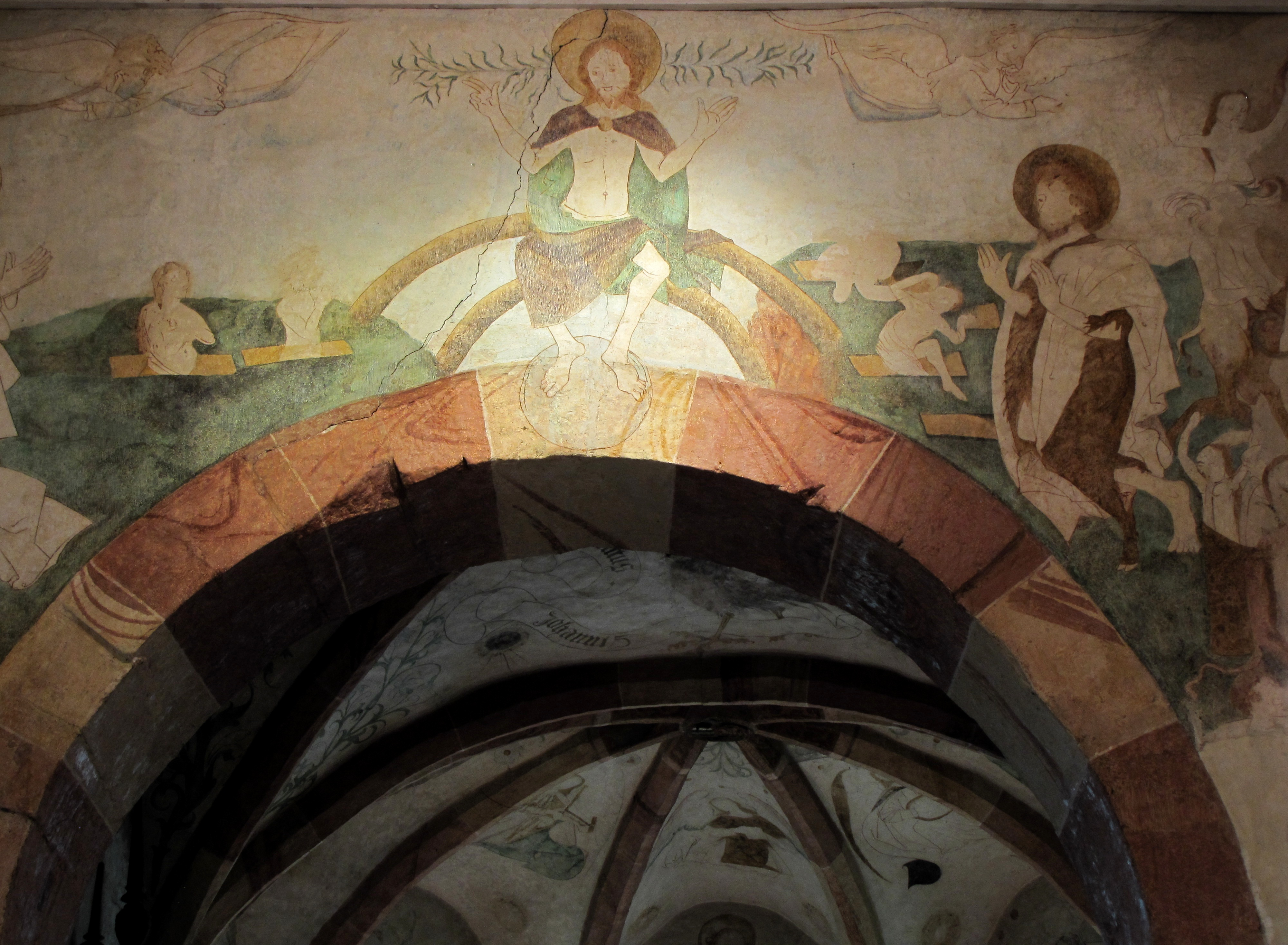
Fresko über dem Triumphbogen

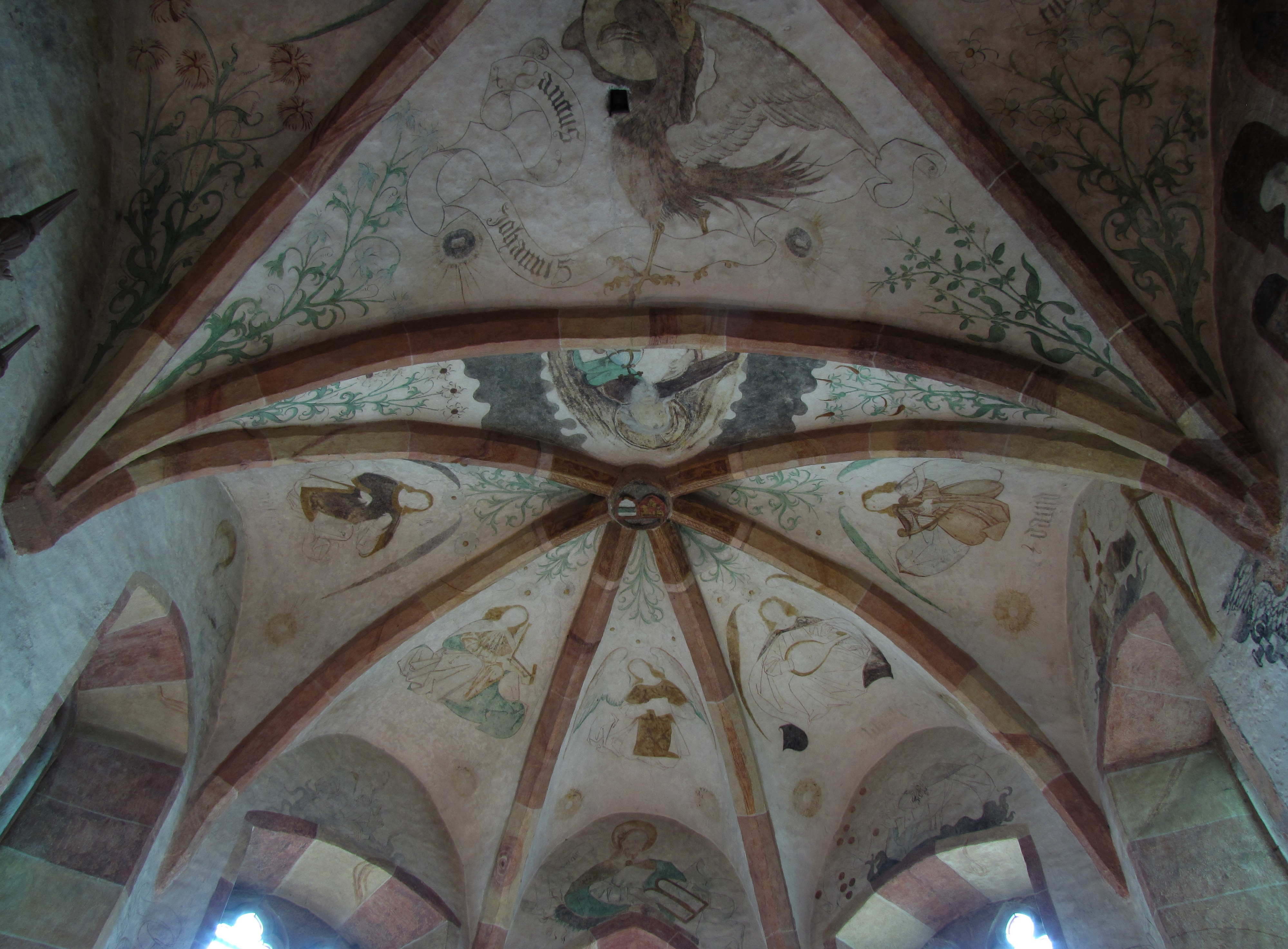
Gewölbedecke im Chor

### Fresken des 14. und 15. Jahrhunderts
Die Kirche wurde im Laufe der Jahrhunderte reich ausgemalt. Im 14. Jahrhundert wurde das hintere Kirchenschiff ausgemalt, der Chor im 15. Jahrhundert. Mit der Reformation wurden die Bilder allerdings mit weißer Kalkfarbe übermalt. Erst 1904 wurden sie wiederentdeckt, eine Restaurierung wurde jedoch abgelehnt. Mit Beginn der Erweiterung des Kirchenschiffs legte man die Gemälde frei und kopierte sie auf Papier. Doch 1946 übermalte man sie erneut mit Kalkfarbe. Erst in den Jahren 1992/93 legte man die Gemälde erneut frei und restaurierte sie fachgerecht. 
An der Süd- und Westmauer des Kirchenschiffs unter der Orgelempore ist das Leiden Christi dargestellt, über der Orgelempore sind an der Süd- und Westmauer Szenen aus dem Leben der Maria verewigt, an der West- und Nordwand männliche und weibliche Heilige, die bis heute nicht vollständig identifiziert sind. An der Nordmauer sind die hl. Margaretha und der hl. Nikolaus gemalt, außerdem eine Kreuztragung Christi. 
Der Chor wurde im 15. Jahrhundert ausgemalt. Der Triumphbogen zeigt auf der Seite des Kirchenschiffs eine Darstellung des Jüngsten Gerichts. Die Seite zum Chor zeigt die Entschlafung Mariens. Die Nische hinten im Chorraum links ist von zwei Engeln flankiert und diente wohl als Tabernakel. Die Nische in der Rückwand zum Chor zeigt eine Kreuzigung Christi. Auf der mittleren Ebene ist die Schar der Apostel dargestellt, die Christus umringen. Im oberen Bereich sind die Verkündigung des Herrn und die Geburt Christi dargestellt. 
In der Apsis sind fünf Personen des Alten Bundes dargestellt: Moses, König David, Elias, Noah und Abraham. Darüber sind fünf musizierende Engel und schließlich Gottvater abgebildet, der die Erdkugel in seinen Händen trägt. In der Decke sind zwischen den Kreuzrippen die Symbole der vier Evangelisten gemalt worden: der Stier für den hl. Lukas, der Adler für den hl. Johannes, der Löwe für Markus und der Mensch für Matthäus.

### Orgel
Die Kirche bekam erst sehr spät eine Orgel. 1813 errichtete Joseph Bergäntzel ein erstes Instrument auf der Empore im Langhaus. 1925 baute dann Georges Schwenkedel eine neue Orgel. Als 1939 das Langhaus erweitert werden sollte, wurden Empore und Orgel abgebaut und eingelagert. Nach dem Krieg waren allerdings große Teile des Instruments verschwunden. 1964 erbaute die Orgelwerkstatt Mühleisen eine dritte Orgel mit mechanischen Trakturen, zwei Manualen und 14 Registern.

## Glocken
Das Entstehungsdatum der ersten Glocke der Kirche ist unbekannt. Die zweite Glocke wurde 1728 von der Glockengießerei Edel in Straßburg gegossen. 1789 zersprang die erste Glocke und Edel reparierte diese. Doch während der Französischen Revolution wurde die Glocke abgehängt und eingeschmolzen. Die zweite Glocke zersprang 1869 und musste ebenfalls abgehängt werden. Noch im gleichen Jahr erhielt die Kirche zwei neue Glocken, die bis 1917 in der Glockenstube hingen und dann eingeschmolzen wurden. Erst am vierten Advent 1925 erhielt die Kirche eine neue Glocke, die bis heute in dem Kirchturm hängt und von der Glockengießerei Caumard in Colmar gefertigt wurde. Sie trägt die Namen des damaligen Bürgermeisters, des Beigeordneten, der beiden Pfarrer und des Glockengießers. Außerdem trägt sie die Inschrift: „Friede sei ihr Geläute“.

## Grabdenkmäler

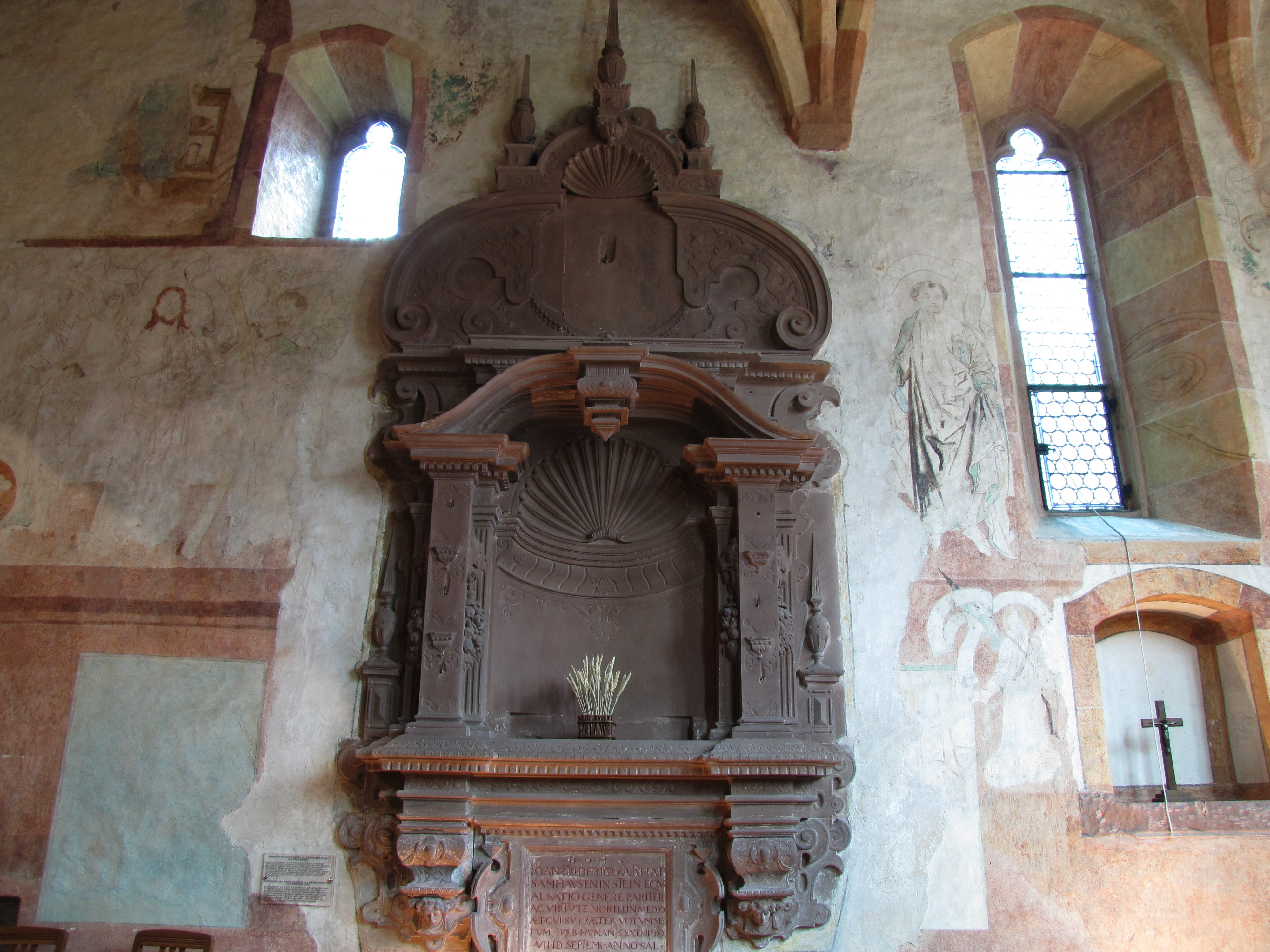
Renaissance-Grabmal im Chor

In der Kirche sind sowohl in der Apsis als auch in der Sakristei Gräber zu finden, die ursprünglich auf dem Friedhof lagen und durch den Bau von Apsis und Turm ins Innere der Kirche kamen. Auf der Nordseite des Chores sind mehrere gotische und Renaissance-Grabstätten erhalten, in denen wohl Mitglieder der Familie Rathsamhausen zum Stein bestattet sind. Auch im Kirchenschiff sind Grabstätten erkennbar. Direkt am Triumphbogen sind mehrere Gräber von Kindern und Erwachsenen aus dem 16. und 17. Jahrhundert erhalten. Außerdem liegen hier Mitglieder der Adelsfamilien von Rathsamhausen zum Stein und Waldner von Freudenstein oder Verwandten. Nach Westen sind in das Kirchenschiff hinein mehrere Grabgewölbe Erwachsener erhalten. Die Grabplatten sind heute teilweise in die Wände der Kirche eingelassen, darunter ein Epitaph der Franziska Bengina von Sandersleben-Coligny und von Franz Ludwig und Wilhelmina Augusta Eleonora Sophia Waldner von Freundstein.